# Porto Rico do Maranhão
Porto Rico do Maranhão è un comune del Brasile nello Stato del Maranhão, parte della mesoregione del Norte Maranhense e della microregione del Litoral Ocidental Maranhense.